# 79 v. Chr.
Portal Geschichte | Portal Biografien | Aktuelle Ereignisse | Jahreskalender | Tagesartikel

◄ |
2. Jahrhundert v. Chr. |
1. Jahrhundert v. Chr. |
1. Jahrhundert |
►

◄ | 90er v. Chr. | 80er v. Chr. | 70er v. Chr. | 60er v. Chr. |
50er v. Chr. |
►

◄◄ | ◄ | 82 v. Chr. | 81 v. Chr. | 80 v. Chr. | 79 v. Chr. |
78 v. Chr. |
77 v. Chr. |
76 v. Chr. |
► |
►►
Staatsoberhäupter

## Ereignisse
- Der römische Diktator Sulla zieht sich aus der Politik zurück und lebt als Privatmann auf seinem Landgut am Golf von Neapel.
- Der ägyptische Pharao Ptolemaios XII. heiratet seine Schwester Kleopatra VI.